# 6605 Кармонтель
6605 Кармонтель (6605 Carmontelle, 1990 SM9, 1985 RS5, 1988 GY1, 1993 HG2) — астероїд головного поясу, відкритий 22 вересня 1990 року.
Тіссеранів параметр щодо Юпітера — 3,284.